# Klaus-Peter Hirtz

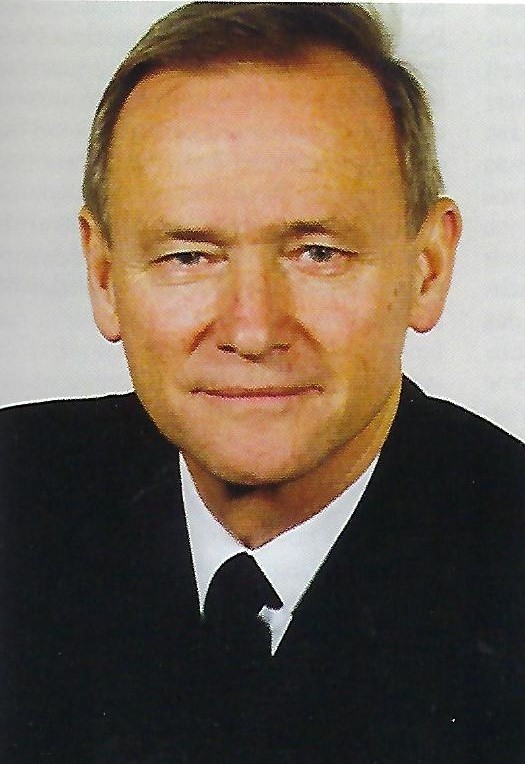
Klaus-Peter Hirtz

Klaus-Peter Hirtz (* 30. Oktober 1945 in Wilhelmshaven) ist ein Konteradmiral außer Dienst der Marine der Bundeswehr.

## Leben
Nach dem Abitur in Hanau trat Hirtz 1966 als Offizieranwärter in die Bundesmarine ein. Nach Abschluss der Ausbildung an der Marineschule Mürwik und an anderen Schulen der Marine diente er als Wachoffizier und von 1972 bis 1978 als Kommandant an Bord von Minenabwehrfahrzeugen. Von 1978 bis 1980 nahm er am 20. Admiralstabslehrgang an der Führungsakademie der Bundeswehr in Hamburg teil. Anschließend war er bis 1982 S3-Stabsoffizier im Minenabwehrgeschwader Nordsee in Wilhelmshaven. Nach Tätigkeiten als Personalstabsoffizier im Flottenkommando und als Referent im Bundesministerium der Verteidigung wurde er 1988 Kommandeur des 1. Minensuchgeschwaders in Flensburg. In dieser Zeit führte er 1991 auch zeitweise den im Rahmen der Operation Südflanke eingesetzten deutschen Minenabwehrverband im Persischen Golf. 1991–1993 kehrte Hirtz als Lehrstabsoffizier für Strategie, Konzeption und Operation der Marine an die Führungsakademie zurück. Er wurde im April 1992 zum Kapitän zur See befördert. 1993 wurde er Büroleiter des Staatssekretärs Peter Wichert im Bundesministerium der Verteidigung. 1995–1997 war er Kommandeur der Flottille der Minenstreitkräfte. Zum Flottillenadmiral befördert wurde Hirtz 1997 Stabsabteilungsleiter für Organisation und Führungsdienste der Bundeswehr im Führungsstab der Streitkräfte. Von 2001 bis zu seiner Pensionierung 2004 war er schließlich als Konteradmiral Director Operational Management und stellvertretender Chef des Stabes beim NATO-Kommando Allied Forces North Europe (AFNORTH) in Brunssum. Von April 2007 bis 21. April 2012 war Hirtz Vorsitzender der Gesamtvorstände der Marine-Offizier-Vereinigung und der Marine-Offizier-Hilfe.
Hirtz ist verheiratet nd hat zwei Söhne.